# Ignát Wurm
Ignát Wurm, též Ignác Wurm (12. července 1825 Klobouky u Brna – 4. října 1911 Olomouc), byl moravský římskokatolický kněz, redaktor, etnograf a literární publicista z Moravy. Od roku 1848 do konce života aktivně podporoval národní život na Moravě: agitoval proti účasti ve volbách do frankfurtského parlamentu (1848), vystoupil proti pronásledování vlasteneckých kněží (1852), pracoval pro zvelebení Velehradu a organizoval tam národní poutě (1860-63), zasedal v Moravském zemském sněmu (1861-90) a Říšské radě (1873-91), podporoval lidovou tvorbu, pořádal národopisné slavnosti a řídil vlastivědné muzeum v Olomouci (od 80. let). Prosazoval slovanskou vzájemnost. Zastával řadu funkcí v církevních, vlasteneckých a svépomocných spolcích. Vydal sbírku lidových písní. Požíval velké úcty během života i po smrti.

## Život

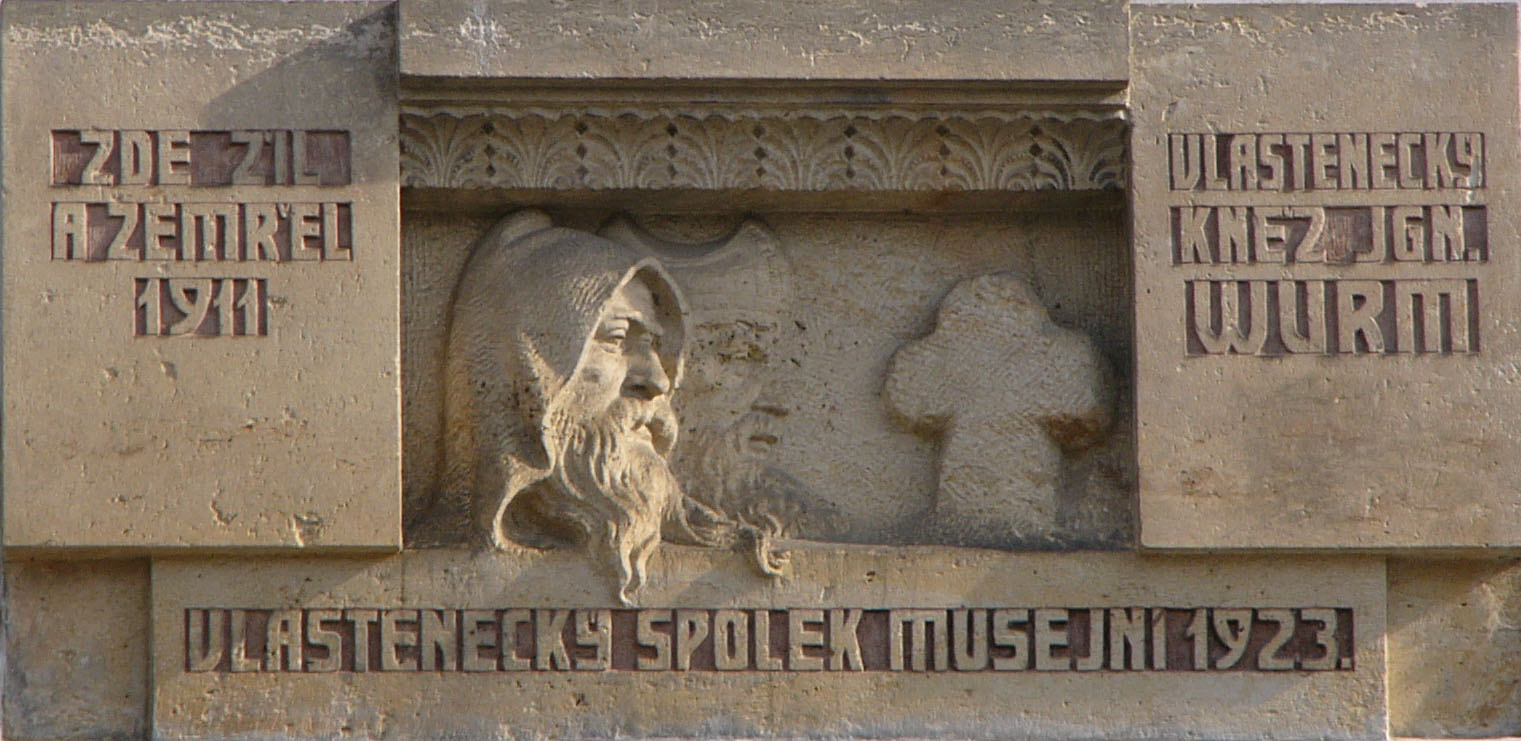
Pamětní deska Ignáta Wurma od sochaře Julia Pelikána.

Studoval na gymnáziu v Kroměříži a později na teologické fakultě. Již jako student se účastnil národně buditelského hnutí v roce 1848, přispíval do Havlíčkových novin, agitoval proti účasti v celoněmeckém frankfurtském parlamentu. 25. července 1850 byl v Brně vysvěcen na kněze, ale kvůli předchozím politickým aktivitám byl za trest umístěn jako kaplan v Mutěnicích a později v Dědicích u Vyškova. V roce 1852 vystoupil proti pronásledování národních kněží, které díky tomu přestalo.
Roku 1859 se stal správcem ústavu pro zanedbanou mládež v Brně. Tam také literárně tvořil a do roku 1865 redigoval kalendář Morava. Počátkem 60. let se zapojil do zvelebení Velehradu. Roku 1861 spoluorganizoval pouť k Metodějovu hrobu a založil Matici velehradskou. Účastnil se i pořádání oslav tisícího výročí příchodu Cyrila a Metoděje na Moravu (1863) a archeologických vykopávek, které měly osvětlit počátky křesťanství na Moravě.
Od roku 1866 zastával funkci vikáře olomoucké katedrály a sekretáře kapituly. Zasadil se o jazykovou rovnoprávnost v konsistoři.
Byl i politicky aktivní. Roku 1860 byl vyslán brněnským kněžstvem na jednání do Vídně s biskupem Strossmayerem ohledně připravované ústavy. O setkání s ním později napsal vzpomínky. Už v zemských volbách v roce 1861 byl zvolen na Moravský zemský sněm za městskou kurii, obvod Přerov, Kojetín, Tovačov. Spolu s hrabětem Belcredim a Aloisem Pražákem tehdy zakládal Moravskou národní stranu (odnož staročeské strany na Moravě), podporující spolupráci Moravy s Čech s důrazem na historická zemská práva.
Mandát na sněmu obhájil ve volbách v lednu 1867, volbách v březnu 1867, volbách roku 1870 i obou zemských volbách roku 1871. Roku 1872 byl zbaven mandátu, ale znovuzvolen 24. listopadu 1873. Opětovně mandát získal v zemských volbách roku 1878 a volbách roku 1884. Poslanecký slib skládal v únoru 1867 v češtině.
Stal se rovněž poslancem Říšské rady (celostátního parlamentu), kam usedl v prvních přímých volbách roku 1873, za městskou kurii, obvod Holešov, Bystřice p. Hostýnem atd. Slib složil 21. ledna 1874. V roce 1873 se uvádí jako konzistorní rada, bytem Olomouc. Po volbách roku 1873, když moravští národní poslanci, na rozdíl od kolegů z Čech, vstoupili do Říšské rady, přistoupil ke konzervativnímu Hohenwartově klubu, který reprezentoval konzervativní německorakouské a federalistické opoziční síly.
Mandát v parlamentu obhájil ve volbách roku 1879 a volbách roku 1885. Po volbách v roce 1879 se na Říšské radě připojil k Českému klubu (jednotné parlamentní zastoupení, do kterého se sdružili staročeši, mladočeši, česká konzervativní šlechta a moravští národní poslanci). Jako člen parlamentního Českého klubu se uvádí i po volbách v roce 1885. Další kandidatury do parlamentu se vzdal, protože předseda vlády Eduard Taaffe, jehož podporoval, přestal mít podle jeho názoru porozumění pro české národní zájmy.
Od 80. let, a zejména po odchodu z politiky se věnoval etnografii. Roku 1885 uspořádal první výstavu lidových výšivek, po nichž následovaly národopisné výstavy v Němčicích a Ořechově. Společně s Janem Havelkou založil Vlastenecké muzeum (dnes Vlastivědné muzeum v Olomouci) a stal se jeho aktivním předsedou. Shromážděné předměty se využily i během národopisné výstavy v Praze roku 1895. Přátelil se také se skladatelem Pavlem Křížkovským a řídil hudbu v katedrále.
V 90. letech vážně onemocněl z důvodu otravy po píchnutí perem, v důsledku čehož mu museli amputovat pravou ruku. S nemocí se ale vyrovnal a 80. narozeniny roku 1905 oslavil v plné síle.
27. května 1900 promluvil v Praze na přednášce o Moravě, organizované Moravsko-slezskou besedou. Vystoupil tam jako náhradník za nemocného Františka Bartoše. Uvedl, že pro moravský lid je charakteristická zbožnost, láska k přírodě a společenský život. K nejvýznamnějším projevům lidové tvorby pak patří lidová píseň a ornamentika. Připomněl posměšné poznámky, kterých se mu dostalo, když sbíral lidové výšivky (říkali mu např. „handrák“, sběratel starých hadrů), ale také, jakou popularitu si v pozdější době tyto artefakty získaly i ve vládnoucích kruzích. Nakonec vyzval k uchování národní individuality citátem německého publicisty Görrese: „Nebuďte jako blbé olovo, které se do každé formy vtlačiti dá“, za což byl odměněn bouřlivým potleskem.
Snažil se o zlidovění církve. Jeho vlastenecká činnost ale narazila v 90. letech na nelibost arcibiskupa Kohna, který zakázal kněžím promlouvat na veřejných shromážděních. Wurm se nátlaku podřídil, aby neohrozil jím řízené muzeum. Za arcibiskupa Fürstenberka, Kohnova předchůdce, míval působivé projevy na sokolských, dělnických i selských besedách. Oponoval i tehdejším zamítavým názorům na sociální demokracii a tvrdil, že dělnictvo nelze vylučovat z národa.
Zastával se slovanské vzájemnosti, doporučoval orientovat se na východní Slovanstvo. Litoval, že uherští Slováci nepřijali společný jazyk s Čechy. Nabádal k výuce ruštiny a tvrdil, že rozpory mezi slovanskými národy jsou zčásti vyvolané jejich odpůrci, zčásti důsledkem vlastní krátkozrakosti.
Počátkem roku 1911 onemocněl a po dlouhé nemoci téhož roku zemřel. Je pochován na Ústředním hřbitově v Olomouci-Neředíně.
Wurm byl respektovaný a oceňovaný pro své vlastenectví, které spojil s kněžským povoláním. Současníci uznávali jeho buditelské úsilí, prosazování politických zájmů česky mluvícího obyvatelstva Moravy na politické scéně, národopisnou činnost v olomouckém muzeu i propagaci moravského folklóru. Byl mimořádně aktivní v mnoha oblastech. Nekrolog vyjmenoval tyto jeho tituly: dómský vikář, skutečný arcibuskupský rada a konsistorní assesor v Olomouci, čestný assesor biskupa ďakovanského, konsistorní rada diecése bosensko-srěmské, čestný rada řeckokatolické konsistoře ve Lvově, nositel zlatého záslužného kříže s korunou, kněz jubilant, bývalý říšský a zemský poslanec, zakladatel a první předseda Občanské záložny v Olomouci, spoluzakladatel a předseda Vlasteneckého muzea v Olomouci, zakladatel záložen v Přerově, Kojetíně, Tovačově, Křelově, Slatinicích atd., čestný občan Tovačova, Kojetína, Klobouk u Brna i jiných obcí, zakládající člen národopisné společnosti česko-slovanské aj. Sté výročí jeho narození bylo roku 1925 hojně vzpomínáno.

## Příbuzenstvo
Starší bratr Josef Wurm byl politikem, veřejně činným již od roku 1848. Synovec Josef Svatopluk Wurm-Čejkovský byl známý jako novinář, mimo jiné první moravský dopisovatel Národních listů.